# Quissac, Gard
Quissac là một xã trong vùng Occitanie. Xã Quissac, Gard nằm ở khu vực có độ cao trung bình 78 mét trên mực nước biển.